# Casa Joseph-Louis-Léandre-Hamelin
La casa Joseph-Louis-Léandre-Hamelin è una storica villa del centro della città di Louiseville in Québec in Canada. La residenza, di stile eclettico, venne realizzata nel 1898, ed ha ospitato nel corso del tempo numerose importanti personalità pubbliche di Louiseville, tra cui Louis-Joseph-Léandre Hamelin (1850-1910), medico, assessore e poi sindaco di Louiseville, e Joseph-Alphonse Ferron (1890-1947), notaio e cancelliere della Corte di circolo. Madeleine, Marcelle et Jacques, figli di quest'ultimo, furono importanti artisti nel panorama artistico québecchese. La villa è stata anche proprietà di Avelin Dalcourt, organizzatore del partito liberale e sindaco di Louiseville.
La residenza è stata riconosciuta immobile patrimonio nel 1987, quindi nuovamente classificata immobile patrimonio nel 2012 in coincidenza dell'entrata in vigore della nuova legge sul patrimonio culturale.